# Basil John Mason
Pour les articles homonymes, voir Mason.
Ne doit pas être confondu avec John Mason.
Basil John Mason (18 août 1923-6 janvier 2015) est un physicien de l'atmosphère et météorologue britannique, expert en physique des nuages, ancien directeur général du service météorologique britannique de 1965 à 1983 et chancelier de l'Institut des sciences et technologie de l'université de Manchester (UMIST) de 1994 à 1996.

## Biographie

### Jeunesse et éducation
Mason est né à Docking, comté de Norfolk, d'un père agriculteur, décédé en 1936, et d'une mère institutrice. Il a fait son école primaire dans son village et ses études secondaires à Fakenham Grammar school. Lors du début de la Seconde Guerre mondiale, beaucoup de ses professeurs ont été appelés sous les drapeaux ce qui a coupé son enseignement formel en mathématiques et en physique. Lorsqu'une école de Londres a été évacuée à Fakenham, son directeur lui a servi de tuteur en mathématiques et Mason a été un autodidacte pour le second sujet. Mason s'est concentré sur la biologie et a remporté une bourse en 1941 pour aller au University College de Nottingham mais s'y est plutôt intéressé à la physique.
Parce que de nombreux professeurs étaient au front, au cours de sa deuxième année Mason a pu enseigner aux étudiants de première année. En 1944, il a été appelé avant de pouvoir terminer son cours et a servi dans la branche radar de la Royal Air Force en tant que lieutenant d'aviation. Après le conflit, il a finalement complété cours à Nottingham et son diplôme de physique en 1947 de l'Université de Londres, seule habilité à les émettre. Par la suite, il a reçu une bourse et travaillé sur la physique des surfaces à Nottingham pendant un an sur une maîtrise en sciences sur la tension superficielle mais à la suite d'un entretien avec le professeur David Brunt a bifurqué vers la météorologie et poursuivi ses études à l'Imperial College London.

### Carrière
Il a donc travaillé à l'Imperial College London de 1947 à 1965, étant nommé chargé de cours au département de troisième cycle de météorologie puis professeur en 1961,. Ses travaux ont porté sur les processus physiques impliqués dans la formation des nuages et des précipitations (pluie, neige et grêle) qui ont conduit à l'équation de Mason qui définit la croissance ou évaporation de petites gouttelettes d'eau.
De 1965 à 1983, il a été directeur du Met Office britannique à Bracknell où il a également développé des théories pour expliquer comment la charge électrique est séparée dans les nuages orageux pour produire la foudre. Il a procédé également à sa modernisation dans les domaines de l'informatisation et du traitement des données des satellites météorologiques. Comme représentant permanent du Royaume-Uni, il a participé à la modernisation de l'Organisation météorologique mondiale (OMM). En particulier, pour le programme de veille météorologique mondiale pour améliorer le réseau mondial d'observation, il a réussi à faire pression sur le gouvernement britannique pour obtenir un financement pour que le Met Office de Bracknell devienne un des centres régionaux de télécommunications, un centre météorologique régional spécialisé et un important centre de formation.
Mason a été élu Fellow à l'Imperial College en 1974, dirigeant des doctorants comme John Latham. Après sa retraite du Met Office, il a été nommé directeur du projet de recherche sur les pluies acides, coordonnant le travail de quelque 300 scientifiques de 30 instituts affiliés à la Royal Society et aux académies nationales de Norvège et de Suède. Il a été également nommé à plusieurs postes dont président, puis chancelier, de l'Institut des sciences et technologies de l'Université de Manchester de 1986 à 1996.
John Mason est décédé en 2015. Après sa mort, le Sir John Mason Academic Trust, a été créé par sa famille et a été présidé par son fils, le professeur Nigel Mason de l'Université du Kent.

## Affiliations et récompenses
Basil John Mason a reçu de nombreuses distinctions durant sa carrière :
- médaille Chree en 1965[7] ;
- médaille Glazebrook de l'Institute of Physics en 1974[8]
- médaille d'or Symons en 1975 de la Royal Meteorological Society[9] ;
- médaille Rumford de la Royal Society en 1972 et Médaille Royale en 1991[10],[11] ;
- prix Naylor de mathématiques appliquées en 1979[12]
- compagnon de l'Ordre du Bain en 1973 et chevalier pour ses services à la météorologie en 1979.

Il a également été membre de plusieurs associations et fut :
- président de l'Institute of Physics de 1976 à 1978 ;
- président de la Royal Meteorological Society de 1968 à 1970[13] dont il était membre honoraire ;
- élu membre de la Royal Society (FRS) en 1965[1] et le trésorier de 1976 à 1986[14] ;
- a donné la Rutherford Memorial Lecture au Canada en 1990 pour la Royal Society[15] ;
- Fellow de l'Académie norvégienne des sciences et des lettres à partir de 1993[16].

En 1991, Mason a également reçu un doctorat honoris causa de l'Université Heriot-Watt. Il a été chancelier de l'Institut des sciences et technologies de l'Université de Manchester de 1965 à 1996. En 1998, il a reçu un doctorat honoris causa en sciences de l'Université de Reading .
La National Portrait Gallery contient un portrait de Mason. En 2004, Mason a ouvert le Mason Center for Environmental Flows à l'Université de Manchester. En 2006, une dotation de Mason a permis à la Royal Meteorological Society d'établir la médaille d'or Mason. Mason est aussi le Président du comité britannique pour les Olympiades internationales de physique.